# Smaragd (Kryżanowski)
Smaragd, imię świeckie: Aleksandr Pietrowicz Kryżanowski (ur. 27 lutego?/9 marca 1796 w Wielikiej Bierieziance, zm. 30 października?/11 listopada 1863 w Riazaniu) – biskup Rosyjskiego Kościoła Prawosławnego.

## Życiorys
Był synem prawosławnego duchownego. Po ukończeniu seminarium duchownego w Kijowie wstąpił do miejscowej Akademii Duchownej, gdzie studiował do III roku. Przeniósł się wówczas na Petersburską Akademię Duchowną i w 1819 uzyskał w niej dyplom magistra nauk teologicznych. Jako najlepszy absolwent w swoim roczniku został natychmiast zatrudniony w Akademii jako wykładowca. 29 sierpnia tego samego roku złożył wieczyste śluby mnisze i przyjął imię Smaragd na cześć jednego z męczenników z Sebasty. 8 września 1819 został wyświęcony na hierodiakona, zaś 20 września – na hieromnicha.
Od 1821 do 1823 pełnił funkcje wykładowcy i inspektora Kijowskiej Akademii Duchownej, od 1823 zasiadał w zarządzającym akademią kolegium. W ramach swoich obowiązków dokonywał kontroli pracy seminariów duchownych na ziemiach ukraińskich. Od 1824 nosił tytuł profesorski i zasiadał w komitecie cenzury. W 1824 otrzymał godność archimandryty, zaś w 1826 został rektorem Akademii i przełożonym Monasteru Wydubickiego. Dwa lata później został wykładowcą w seminarium Wifańskim i jego rektorem, jak również przełożonym monasteru Wysoko-Pietrowskiego. Już w tym samym roku decyzja o jego przeniesieniu została cofnięta i archimandryta Smaragd na nowo objął obowiązki rektora Kijowskiej Akademii Duchownej, gdzie pozostawał do 1830. Od 1830 do 1831 był natomiast rektorem Petersburskiej Akademii Duchownej.
20 września 1831 w soborze Kazańskiej Ikony Matki Bożej w Petersburgu miała miejsce jego chirotonia biskupia, po której otrzymał tytuł biskupa rewelskiego, wikariusza eparchii petersburskiej. Równocześnie mianowano go przełożonym Nadmorskiej Pustelni Trójcy Świętej i św. Sergiusza. Mnogość nowych obowiązków zmusiła go do rezygnacji z pracy naukowej, chociaż do końca życia interesował się kwestiami wyższego szkolnictwa teologicznego.
W 1833 został pierwszym ordynariuszem reaktywowanej eparchii połockiej. Jego zadaniem było doprowadzenie do likwidacji unii na terenie eparchii, by miejscowi unici przeszli do Rosyjskiego Kościoła Prawosławnego. Na katedrze połockiej pozostawał do 1836; powodem jego odwołania (mimo odnoszonych sukcesów w doprowadzaniu do konwersji unitów) były różnice zdań w kwestii najkorzystniejszych strategii propagowania prawosławia, do jakich doszło między biskupem Smaragdem i metropolitą Józefem Siemaszką. Biskup Smaragd samowolnie, bez zgody Świątobliwego Synodu Rządzącego, podjął w eparchii połockiej akcję natychmiastowego nawracania unitów, przez co stracił zaufanie Synodu. Władze carskie wychodziły bowiem z założenia, że skuteczniejszą taktyką w sprawie pozyskiwania wiernych spośród unitów będzie długofalowa akcja propagowania prawosławia, usuwania z obrządku unickiego elementów łacińskich.
W eparchii połockiej biskup Smaragd zainicjował odbudowę soboru w kompleksie monasteru Przemienienia Pańskiego i św. Eufrozyny. Przed wyjazdem z Połocka biskup Smaragd został podniesiony do godności arcybiskupiej. W 1836 objął katedrę mohylewską, na której również działał na rzecz likwidacji unii.
W 1840 przeniesiony na katedrę charkowską, zaś po roku - na astrachańską. W 1844, z powodu negatywnego wpływu klimatu Astrachania na jego zdrowie, poprosił o przeniesienie na inną katedrę, trafiając do eparchii orłowskiej. We wszystkich eparchiach zajmował się budowaniem nowych cerkwi, prowadził również pracę misyjną.
W 1858 przeniesiony do eparchii riazańskiej. Zmarł po krótkiej chorobie w 1863.
Negatywny wizerunek biskupa Smaragda zawarł w swoim utworze Drobiazgi z życia biskupów Nikołaj Leskow, który opisał go jako człowieka grubiańskiego, nietolerancyjnego. bezwzględnego wobec podwładnych i obłudnego. Postać Smaragda stanowiła przy tym przede wszystkim ilustrację zjawiska, które zdaniem pisarza było w ówczesnym rosyjskim episkopacie powszechne.